# ليالي الصيف الحارة (فلم)
ليالي الصيف الحارة (بالإنجليزية: Hot Summer Nights) هو فيلم درامي أميركي لعام 2017 من إخراج وإيليا بينوم، في أول إخراج له. ومن بطولة تيموثي شالاماي و مايكا مونرو و أليكس روي، مايا ميتشل و ويليام فيكنر وتوماس جين. تدور أحداث الفيلم فيكيب كود ‏ في صيف عام 1991 ، تتبع صبيًا مراهقًا يتورط في عالم المخدرات.

## قصة الفيلم
دانييل (تيموثي شالاماي) ، مراهق مربك، يتصارع رأسه مع تأثير المخدرات بينما يقع في حب أخت شريكته في العمل خلال فصل الصيف الحارق فيكيب كود ‏.

## الممثلون
- تيموثي شالاماي بدور دانيال ميدلتون
- مايكا مونرو بدور ميكايلا ستروبيري
- توماس جين بدور الرقيب فرانك كالهون
- اليكس رو بدور هنتر ستروبيري
- مايا ميتشل بدور إيمي كالهون
- إيموري كوهين بدور دكس
- ويليام فيكنر بدور شيب
- جاك كيسي بدور ذيل الحصان

## روابط خارجية
- مقالات تستعمل روابط فنية بلا صلة مع ويكي بيانات

لا توجد روابط لمواقع التواصل الاجتماعي.